# Риджвей (Нью-Йорк)
Риджвей (англ. Ridgeway) — місто (англ. town) в США, в окрузі Орлінс штату Нью-Йорк. Населення — 6598 осіб (2020).

## Демографія
Згідно з переписом 2010 року, у місті мешкало 6780 осіб у 2689 домогосподарствах у складі 1796 родин. Було 2981 помешкання
Расовий склад населення:
| - 92,0 % — білих - 3,4 % — чорних або афроамериканців - 0,6 % — корінних американців - 0,6 % — азіатів - 1,2 % — осіб інших рас |

До двох чи більше рас належало 2,1 %. Частка іспаномовних становила 3,7 % від усіх жителів.
За віковим діапазоном населення розподілялося таким чином: 24,4 % — особи молодші 18 років, 61,0 % — особи у віці 18—64 років, 14,6 % — особи у віці 65 років та старші. Медіана віку мешканця становила 40,8 року. На 100 осіб жіночої статі у місті припадало 97,2 чоловіків;  на 100 жінок у віці від 18 років та старших — 92,2 чоловіків також старших 18 років.
Середній дохід на одне домашнє господарство  становив 56 339 доларів США (медіана — 46 979), а середній дохід на одну сім'ю — 67 532 долари (медіана — 58 214). Медіана доходів становила 53 750 доларів для чоловіків та 36 750 доларів для жінок. За межею бідності перебувало 13,7 % осіб, у тому числі 19,5 % дітей у віці до 18 років та 5,9 % осіб у віці 65 років та старших.
Цивільне працевлаштоване населення становило 2831 особа. Основні галузі зайнятості: виробництво — 24,2 %, освіта, охорона здоров'я та соціальна допомога — 20,5 %, роздрібна торгівля — 13,8 %, публічна адміністрація — 8,0 %.